# 第8戦車大隊
第8戦車大隊（だいはちせんしゃだいたい、JGSDF 8th Tank Battalion）は、陸上自衛隊玖珠駐屯地（大分県玖珠郡玖珠町）に駐屯していた第8師団隷下の機甲科（戦車）部隊で西部方面戦車隊の新編に伴い、2018年（平成30年）3月26日をもって部隊廃止となった。

## 概要
大隊本部、本部管理中隊および4個戦車中隊で編成され、大隊長は2等陸佐が充てられていた。第4師団管内の玖珠駐屯地に第4戦車大隊とともに駐屯していた。
第8師団公式サイトでは、第8師団の虎の子部隊と呼ばれていた。部隊マークは、第8師団の部隊章である8をかたどった兜の鍬形に、西方の守護神（鎮西の守護神）である白虎を重ね合わせていた。中隊ごとに、そのバックに塗られているオレンジのラインの本数で、所属がわかるようになっていた（本部管理中隊：0本、第1戦車中隊：1本、第2戦車中隊：2本等）（第8師団隷下の第42即応機動連隊の16式機動戦闘車にも同様の意匠のマークとなっているが、鍬形の色等が微妙に違う、また、玖珠駐屯地で新編された西部方面特科連隊第2特科大隊にも白虎が引き継がれている）。2018年（平成30年）時点で、唯一の即応予備自衛官が所属する戦車部隊であった。

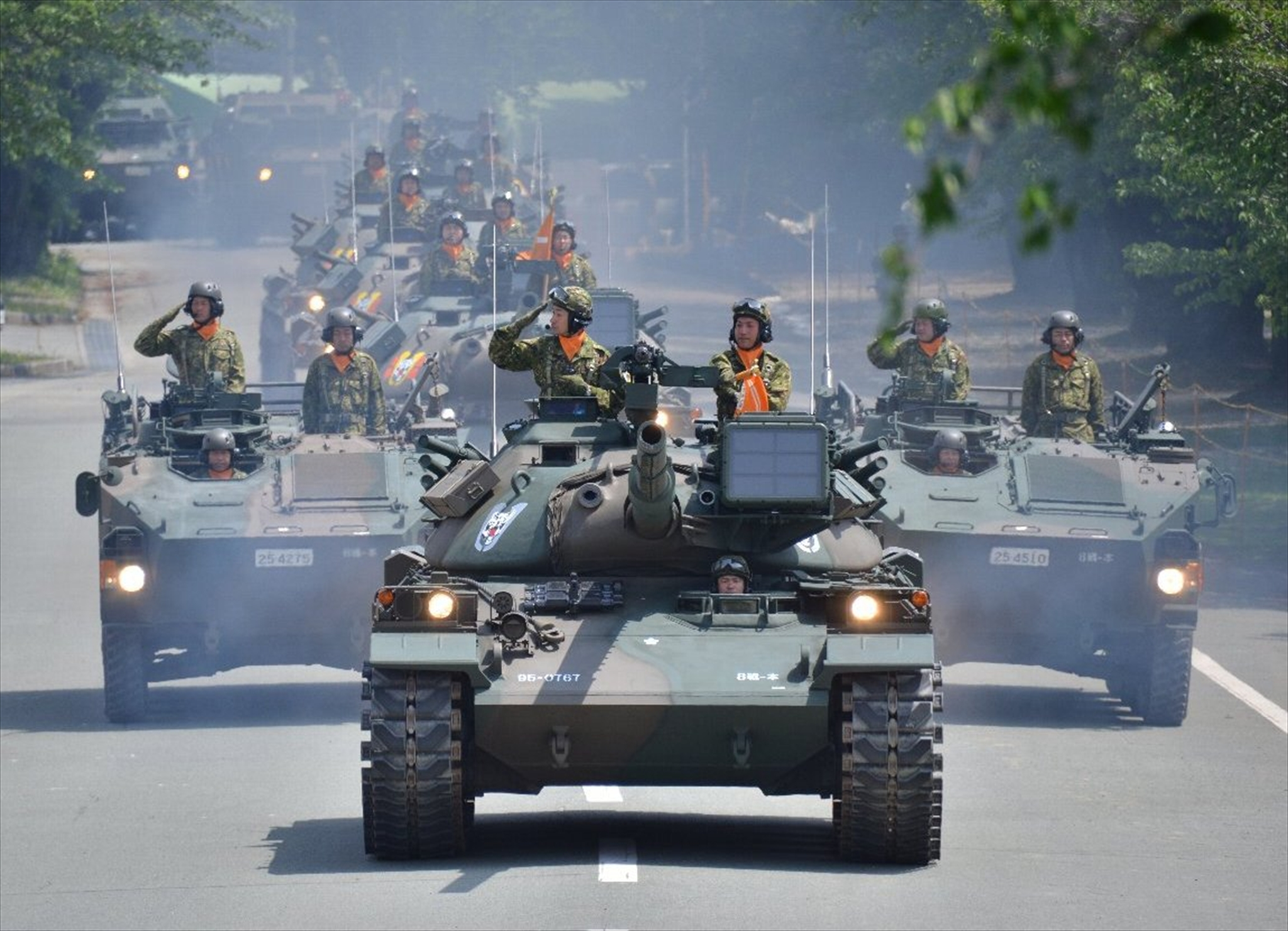
第8師団創立51周年及び北熊本駐屯地開設56周年記念行事で観閲行進を行う第8戦車大隊（2013年4月21日）

## 沿革
- 1962年（昭和37年）8月15日：第8戦車大隊（3個戦車中隊基幹）が北熊本駐屯地において編成完結。第8師団に隷属。
- 1979年（昭和54年）3月26日：第8戦車大隊が北熊本駐屯地から玖珠駐屯地へ移駐。
- 1981年（昭和56年）3月25日：第8師団の甲編成に伴い、第4戦車中隊を新編。
- 1991年（平成3年）3月28日：戦車の北転事業の影響により、第4戦車中隊が廃止[5]｡
- 2005年（平成17年）3月28日：第8師団を即応近代化師団に改編。

1. 第4戦車中隊を再編[5]。
2. 後方支援体制変換に伴い、整備部門を第8後方支援連隊第2整備大隊第2整備大隊戦車直接支援中隊へ移管。

- 2014年（平成26年）11月2日：10式戦車が配備される。
- 2018年（平成30年）3月26日：第8戦車大隊（玖珠駐屯地）が廃止。

1. 第1～第3戦車中隊は新編の西部方面戦車隊に第1～第3戦車中隊として編入。
2. 第4戦車中隊は廃止され[6]、一部人員を第42即応機動連隊機動戦闘車隊に編入[7]。

## 廃止時の部隊編成
- 第8戦車大隊本部
- 本部管理中隊「8戦-本」：10式戦車、96式装輪装甲車、軽装甲機動車
- 第1戦車中隊「8戦-1」：10式戦車、74式戦車、96式装輪装甲車
- 第2戦車中隊「8戦-2」：10式戦車、74式戦車、96式装輪装甲車
- 第3戦車中隊「8戦-3」：10式戦車、74式戦車、96式装輪装甲車
- 第4戦車中隊「8戦-4」：74式戦車、96式装輪装甲車

## 整備支援部隊
- 第8後方支援連隊第2整備大隊第2整備大隊戦車直接支援中隊「8後支-2-戦」（玖珠駐屯地）：2005年（平成17年）3月28日から2018年（平成30年）3月26日の間。

## 主要装備
- 74式戦車　（第1、第2、第3、第4中隊）
- 10式戦車　（本管、第1、第2、第3中隊）
- 96式装輪装甲車
- 軽装甲機動車
- 1/2tトラック / 73式小型トラック
- 1 1/2tトラック / 73式中型トラック
- 3 1/2tトラック / 73式大型トラック
- 89式5.56mm小銃

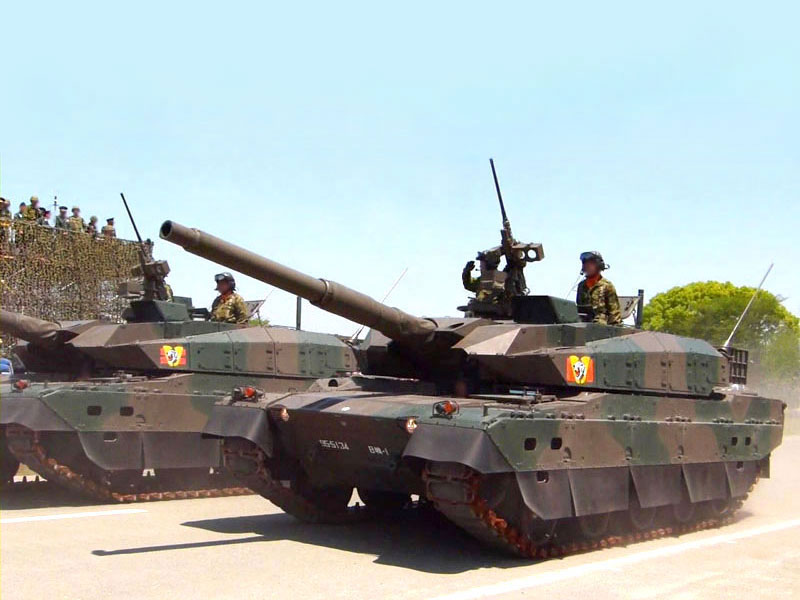
第8師団 第8戦車大隊（10式戦車）
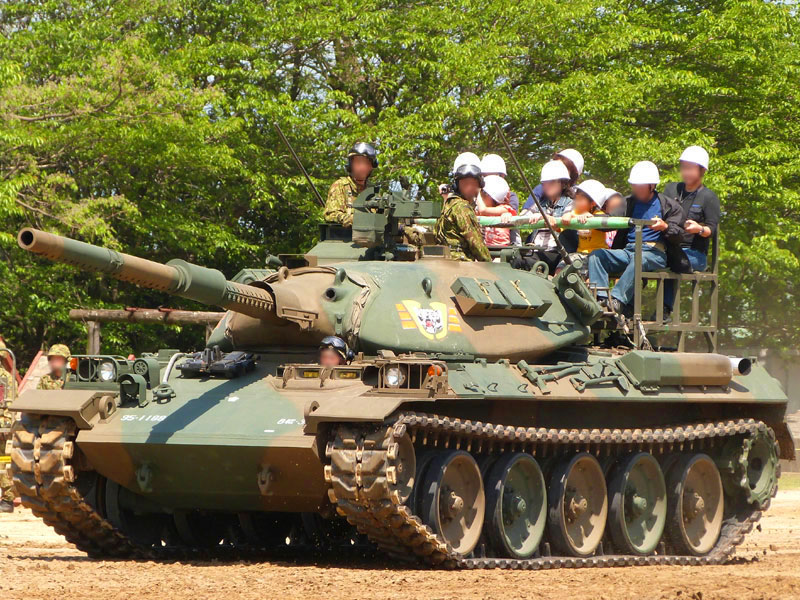
第8師団 第8戦車大隊（74式戦車）74式戦車の試乗体験は　駐屯地祭りでも 来場者から大人気。

### 過去の装備
- M4A3E8戦車
- M24軽戦車
- 61式戦車
- 73式装甲車
- 11.4mm短機関銃M3A1